# Great Vancouver Fire
De Great Vancouver Fire was een brand op 13 juni 1886, die het merendeel van de stad Vancouver in British Columbia verwoestte.
Het vuur werd aangewakkerd door een storm en eiste tientallen levens. De enige niet-beschadigde gebouwen waren de stenen gebouwen van West End, de Hastings Mill, en de paar gebouwen langs de oevers van de False Creek. De geschatte schade was $ 1,3 miljoen, maar binnen 4 dagen werd er alweer begonnen met het bouwen van gebouwen. Kort na de brand werd een bedrag van $ 6.900 gedoneerd aan de brandweer van Vancouver.